# Nagidos
 Nagidos ist eine antike Stadt bei Bozyazı, an der Mündung des Sini Cay (Bozyazı Dere), ca. 20 km östlich von Anamur in der südtürkischen Provinz Mersin.

## Archäologie
Die Fundstelle wurde von Rudolf Heberdey und Adolf Wilhelm entdeckt. In den 1930er Jahren führte eine schwedische Expedition Feldbegehungen durch. 1986 führte das Museum von Anamur Rettungsgrabungen in der Nekropolis aus; 24 Gräber wurden dabei entdeckt. Die ältesten Gräber stammen aus dem 5. vorchristlichen Jahrhundert. Nagidos war wie Kelenderis eine Kolonie von Samos. Die Universität Mersin führte von 1998 bis 2002 Ausgrabungen unter der Leitung von Serra Durugönül durch.
Die kleine Insel von Nagidoussa liegt der Siedlung gegenüber. Auf der Insel befinden sich die Ruinen einer osmanischen Festung.

## Geschichte
Die Stadt prägte seit dem Ende des 5. Jahrhunderts v. Chr. eigene Statere, die griechische und aramäische Inschriften tragen. Der Name des persischen Satrapen Pharnabazos ist so überliefert. 333 v. Chr. wurde sie durch Alexander erobert.
Zwischen 279 und 260–253 v. Chr. gründete Aetos, der ptolemäische Statthalter (Strategos) von Kilikien, die Stadt Arsinoe auf dem Territorium von Nagidos und benannte sie nach der ptolemäischen Königin Arsinoë II. Später wurde Aetos als Strategos von seinem Sohn Thraseas abgelöst. Zu dieser Zeit weigerten sich die Nagidier immer noch, die Siedler von Arsinoe als die neuen Besitzer des Landes anzuerkennen. Um den Streit beizulegen, forderte Thraseas Nagidos auf, das Land an Arsinoe abzutreten, das im Gegenzug jedoch zur Tochterstadt (apoikia) von Nagidos erklärt wurde. Beide Städte tauschten zudem die Isopolitie aus, so dass die Bürger beider Orte eine einheitliche Staatsbürgerschaft besaßen.